# Stade Auguste Delaune
Stade Auguste Delaune – wielofunkcyjny stadion położony we Francji, w miejscowości Reims. Głównie wykorzystywany do rozgrywania meczów piłki nożnej. Aktualna siedziba klubu Stade de Reims.